# IC 1601
</tr 
IC 1601 је спирална галаксија у сазвјежђу Кит која се налази на листи објеката дубоког неба у Индекс каталогу.
Деклинација објекта је - 24° 9' 12" а ректасцензија 0h 55m 34,7s. Привидна величина (магнитуда) објекта IC 1601 износи 13,7 а фотографска магнитуда 14,5. Налази се на удаљености од 123</tr милиона парсека од Сунца. IC 1601 је још познат и под ознакама ESO 474-44, MCG -4-3-32, AM 0053-242, IRAS 00531-2425, PGC 3287.